# Irene Moillen
Irene Moillen (...) è una sciatrice alpina svizzera paralimpica, che ha rappresentato il suo paese nello sci alpino alle Paralimpiadi invernali del 1976, dove ha vinto tre medaglie d'oro e a quelle del 1980.

## Carriera
È stata la vincitrice di tre medaglie d'oro per la Svizzera alle Paralimpiadi invernali del 1976 a Örnsköldsvik, in Svezia:   supercombinata
, slalom gigante (con un tempo di 1:55.51, davanti all'austriaca Heidi Jauk in 1:55.79 e la canadese Lorna Manzer in 2:40.36) e slalom (gara finita in 1:55.98, seguita da Heidi Jauk in 1:56.57 e Lorna Manzer in 3:37.09).
Quattro anni più tardi, a Geilo 1980, è arrivata quinta nello slalom 2A (con un tempo di 1:39.49) e slalom gigante 2A (in 2:57.48).

## Palmarès

### Paralimpiadi
- 3 medaglie:
  - 3 ori (supercombinata, slalom gigante e slalom speciale a Örnsköldsvik 1976)